# Proviseur (université)
Pour les articles homonymes, voir proviseur.
On appelle proviseur (du latin : provisor) le chef de certaines maisons de l'ancienne université : en France, par exemple le supérieur de la Sorbonne, le supérieur du collège d'Harcourt, l'économe du collège de Navarre.

## En Sorbonne
Le proviseur de la Sorbonne, toujours choisi parmi les hauts dignitaires du clergé, avait la direction suprême de la Sorbonne mais ne nommait pas aux chaires vacantes.
Le premier proviseur fut Robert de Sorbon lui-même, jusqu'à sa mort en 1274 ; il prévit pour la suite un proviseur extérieur qui superviserait avec le doyen la gestion matérielle de l'institution

## Au collège d'Harcourt
Le proviseur du collège d'Harcourt, qui appartenait à la faculté des arts, nommait les professeurs et les boursiers, dirigeait les études et administrait en chef les biens de la communauté.

## Sources
Cet article comprend des extraits du Dictionnaire Bouillet. Il est possible de supprimer cette indication, si le texte reflète le savoir actuel sur ce thème, si les sources sont citées, s'il satisfait aux exigences linguistiques actuelles et s'il ne contient pas de propos qui vont à l'encontre des règles de neutralité de Wikipédia.
- Marie-Nicolas Bouillet et Alexis Chassang, « Proviseur », dans Dictionnaire universel d’histoire et de géographie, 1878, p. 1553-1554